# Diamant cua de foc
El diamant cua de foc (Stagonopleura bella) és un ocell de la família dels estríldids (Estrildidae).

## Hàbitat i distribució
Habita boscos a la zona costanera del sud-est d'Austràlia, des del nord-est de Nova Gal·les del Sud fins al sud de Victòria, incloent Tasmània i algunes illes de l'Estret de Bass, i sud-est d'Austràlia Meridional, incloent l'illa dels Cangurs.